# Flat white
O flat white é uma bebida de café composta por café expresso e micro-espuma de (leite vaporizado com bolhas pequenas cremosa) servido na xícara pequena, foi inventada na Austrália na década de 1980, popularmente na Nova Zelândia. Com tamanho médio (maior que macchiato e menor que latte).
Este café tem espuma na parte superior, porém em quantidade menor e com mais café puro que o café com leite. Servido em xícara de cerâmica, incorporando o latte art.
Geralmente tem uma proporção maior de café expresso em relação ao leite do que um caffè latte e uma camada mais fina de microespuma do que um cappuccino . Embora a origem do flat white não seja clara, vários proprietários de cafés na Austrália e na Nova Zelândia reivindicam sua invenção.

## Descrição
Anette Moldvaer afirma que um flat white consiste em um expresso duplo (50 ml/1,5 fl oz) e cerca de 130 ml (4 fl oz) de leite vaporizado com camada de microespuma de 5mm (0.25 pol). O flat-white tem espuma na parte superior, porém tem menos leite/menos espuma e mais café que o café com leite, permitindo que o expresso domine em sabor.
De acordo com uma pesquisa com comentaristas da indústria, um flat white tem características definitorias, sendo a principal a camada fina  de microespuma (de onde deriva o temo 'flat' do nome flat white), em oposição ao cappuccino tradicional.
De acordo com Sydney Morning Herald a bebida serve-se tradicionalmente em xícara pequena de cerâmica de 150-160 ml, geralmente do mesmo volume do copo de café com leite. com a microespuma de leite da parte superior do recipiente de vaporização retém-se no recipiente enquanto o leite cremoso da parte inferior do recipiente verte-se no café, o que contribui para a textura suave.
A receita porém varia entre regiões, na Austrália o flat white é servido em uma caneca de cerâmica, geralmente do volume de 200mm, como um copo de café com leite.

## História
Preston afirmou que importou a ideia para Sydney de sua região natal, o estado australiano de Queensland, onde os cafés nas décadas de 1960/1970 ofereciam frequentemente "white coffee – flat. Há referências à bebida na Austrália na década de 1980. Um artigo do café Miller's Treat de Sydney em maio de 1983 refere-se ao seu "flat white coffee". Outro artigo de jornal de Sydney, de abril de 1984, satirizou a moda do café com leite, afirmando que "cafe latte translates as flat white", o flat white é o café com leite.
No Moors Espresso Bar em Sydney, Alan Preston adicionou a bebida ao seu menu permanente em 1985. Outras referências documentadas incluem a cafeteria do Parlamento na cidade astraliana de Canberra colocando uma placa em janeiro de 1985 dizendo "flat white only" durante um problema sazonal com vacas leiteiras que impedia a formação de espuma de leite.

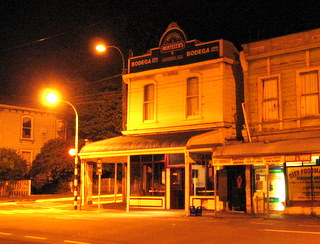
Bar Bodega em Wellington, que também afirma ter originado a bebida

No entanto, as origens do flat white ainda são controversas, com a Nova Zelândia também reivindicando a sua invenção, prinicipalmente na cidade de Auckland, por Derek Townsend e Darrell Ahlers do Cafe DKD, como uma alternativa ao café com leite italiano, e uma segunda reivindicação da Nova Zelândia se origina na capital Wellington como resultado de um cappuccino mal feito no Bar Bodega em 1989. Craig Miller, autor de "Coffee Houses of Wellington 1939 to 1979", afirma ter preparado um flat white em Auckland na década de 1980.

## Bebidas semelhantes
O flat white é semelhante a um cappuccino italiano (que tem capa de espuma mais grossa), mas é um expresso único com microespuma servido na xícara 150-160ml. O flat white tem maior proporção de café expresso e menos espuma, uma camada mais fina do que no café com leite. O leite deve ser cremoso e não espumoso.

## Internacionalização
O estilo de café foi exportado para o Reino Unido em 2005, assim em 2010 foi vendido em franquias da Starbucks. Em 2013, o flat white estava disponível em cafés australianos na cidade de Nova York, endossando com Hugh Jackman como co-proprietário. A Starbucks estreou o flat white nas lojas americanas em janeiro de 2015.

## Termos relacionados
No Reino Unido a frase "flat white economy" tem sido usada para descrever a rede londrina de mídia e negócios criativos.

## Na cultura popular
Em 11 de março de 2024, o doodle da empresa Google celebrou a bebida de café flat-white com uma ilustração animada na página de pesquisa.